# PASPY
PASPY（パスピー）は、広島県を中心とした広島地区の鉄軌道（広島電鉄・広島高速交通）・バス事業者各社局で導入されていたサイバネ規格の非接触型ICカード乗車カードである。

## 概要
名称の由来は、PASS（乗車券）・HAPPY（幸せ）・SPEEDY（早さ）の3つの英単語の組み合わせである。
ソニーの非接触型ICカードFeliCaの技術を用いている。ジェイアール東日本メカトロニクス、ソニー、パナソニックが開発した高性能カードを使用しており、マイレージ機能、社員証、学生証等の機能を最大3個まで追加できる。広島県バス協会が商標を管理している（登録商標第5121817号）。2022年現在で190万枚発行された。
なお、乗車カード以外の電子マネーとしての利用は単独では行われず、ひろぎんPASPYにポストペイ型電子マネー「QUICPay」「Visa Touch」および地域電子マネー「HIROCA」を搭載する形で実施されていた（詳細後述）。
2014年9月のICカードシステム（センターサーバ）更新 の際、東芝 からNEC へ、全国で初となるICカードシステムの「ベンダースイッチ」を行った。
2025年3月29日をもって全ての事業者でPASPYのサービスが終了した。払い戻しは2027年3月まで可能。
交通系ICカード全国相互利用サービスの片利用（該当カードのPASPYエリアでの利用）に対応していた（詳細後述）。

### 導入の経緯
広島地区では、1993年から磁気式プリペイドカード型の乗車カード「バスカード」（アストラムカード、パセオカード）が導入されていたが、経年による機器の取り替え時期が近づいてきたことや、磁気ストライプカードよりセキュリティが高く容量の大きいICカードの交通分野での実用化を踏まえ、国土交通省中国運輸局主導の下、広島県内の9つの交通事業者（広島電鉄・広島バス・広島交通・芸陽バス・JRバス中国・備北交通・鞆鉄道・呉市交通局・広島高速交通）を中心に協議が行われ導入が決定された。後日参加を発表した中国バスを加えた10者で「PASPY運営協議会」（代表会社は広島電鉄）を構成しているが、呉市交通局が廃止されたため現在は9者で構成している。
2004年8月22日付け中国新聞「時流」欄 が導入検討時の様子について報じている。「関係者の話を総合すると」として、導入の想定時期については各社間で温度差もあると報じており、関連する事業者のコメントとして、西日本旅客鉄道（JR西日本）社長（当時）の垣内剛の「広島地区への（ICOCA）導入については当面は考えていない」、広島電鉄社長（当時）大田哲哉の「ICカードを導入するならJR（ICOCA）と互換性のあるPiTaPa式しかないだろう」という発言が掲載されていた。その後、JR西日本が2007年に広島地区にICOCAを導入し、広島県バス協会はPiTaPaへの参加を見送り、独自にPASPYを立ち上げている。

### マスコットキャラクター
マスコットキャラクターは、中国山地から降りてきたツキノワグマの「くまぴー」（名称は公募による）。体毛色はグレーでつぶらな瞳を持ち、サングラスとPASPYのロゴがプリントされた白いマントを装備。職業はスパイで神出鬼没、乗務員や受付係員に変身することもある。

## 導入されていた事業者と路線
特記のない限り、各種取扱は2025年3月29日まで。

### カード発行事業者
事業者名左側の色は、その事業者のカードの色
- 広島電鉄 - 電車（市内線・宮島線）全線、一般路線バス全線、高速バスの内広島県内で完結する区間のすべて（グランドアロー号を除く）、いさりび号。裏面の17桁の英数字の頭2文字は、HI。
- 広島バス - 一般路線バス全線およびエアポートリムジン。裏面の17桁の英数字の頭2文字は、HB。
- 広島交通 - 一般路線バス全線およびエアポートリムジン。裏面の17桁の英数字の頭2文字は、HC。
- 芸陽バス - 一般路線バス全線（海風バス、みどり坂タウンバス[注 2] を除く）、高速バス全線。裏面の17桁の英数字の頭2文字は、GB。カード発行は2014年10月31日までで、翌日以降は広島電鉄のPASPYが自社発行に準じた扱い。
- JRバス中国 - 雲芸南線、広浜線（いさりび号含む）、西条線、グリーンフェニックス、エアポートリムジン、クレアライン、ひろしまめいぷるーぷ。裏面の17桁の英数字の頭2文字は、CJ。
- 備北交通 - 高速バスを含む全線。裏面の17桁の英数字の頭2文字は、BK。カード発行は2014年9月30日までで、翌日以降は広島電鉄のPASPYが自社発行に準じた扱い。
- 鞆鉄道 - 一般路線バス全線およびエアポートリムジン。裏面の17桁の英数字の頭2文字は、TD。
- 中国バス - 一般路線バス全線およびエアポートリムジン。裏面の17桁の英数字の頭2文字は、CB。
- 広島高速交通 - アストラムライン全線。裏面の17桁の英数字の頭2文字は、HR。カード発行は2024年5月31日までで、利用は2024年11月30日までだった。[10]。
- 呉市交通局 - 一般路線バス全線。裏面の17桁の英数字の頭2文字は、KU。カード発行は事業廃止の2012年3月31日まで。

### 利用のみ可能だった事業者
精算については、各社ごとに指定された発行会社を通じて行っていた。
- 広島電鉄を通じて精算し、同社のPASPYが自社発行に準じた扱い。
  - エイチ・ディー西広島 - 全線
- 広島電鉄を通じて精算し、同社のPASPYを委託販売。
  - 江田島バス[12][13] - 全線
  - 廿日市市自主運行バス（広島電鉄から移管）
    - 廿日市交通[14] - 廿日市さくらバス佐方ルート、原ルート
    - 廿日市カープタクシー[15] - 廿日市さくらバス宮内ルート、阿品台ルート

  - いわくにバス - 高速バスを含む全線。※高速バスおよび岩国錦帯橋空港発着便ではPASPY割引が適用されない[16]。2024年11月30日をもって取扱終了。
- 広島電鉄を通じて精算。PASPYは発売しない。
  - 朝日交通 - 阿戸線
  - 瀬戸内産交 - 沖友天満宮 - 中国労災病院
  - さんようバス - 沖友天満宮 - 呉駅 - 広島バスセンター（「とびしまライナー」）。2024年3月31日をもって取扱終了[注 3][17]。
  - 広島観光開発 - 宮島ロープウエー（紅葉谷駅切符売場での乗車券購入時に限る）
  - 宮島松大汽船 - 宮島航路
  - JR西日本宮島フェリー - 宮島航路
  - 瀬戸内海汽船 - 広島港・呉港 - 松山観光港（各港窓口での乗車券購入時に限る）。2023年3月31日をもって取扱終了[18]。
  - 君田交通[注 4] - 川の駅三次線（JR三江線廃止代替バス）
  - ひろでんモビリティサービス - スマートムーバー　※PASPY割引は適用されない[20]
  - 呉市生活バス（広島電鉄から移管）
    - なべタクシー - 音戸さざなみ線、田原藤の脇線
    - 富士交通 - 三条二河宝町線、横路交叉点循環線、白石白岳交叉点循環線、仁方小須磨線、安浦地区生活バス
    - 野呂山タクシー - 広長浜線
    - 朝日交通 - 昭和循環線・北コース、昭和循環線・中央コース、昭和循環線・南コース
    - 東和交通 - 呉苗代下条線、北原神山峠線、見晴町線
    - 呉交通 - 阿賀音戸の瀬戸線
    - 倉橋交通 - 倉橋地区生活バス（長谷線を除く）
    - 瀬戸内産交 - 広川尻線
- 広島交通を通じて精算し、同社のPASPYが自社発行に準じた扱い。
  - 広交観光 - 井原線
- JRバス中国を通じて精算。PASPYは発売しない。
  - 石見交通 - いさりび号。2023年3月21日をもって取扱終了[21]。
- 広島高速交通を通じて精算し、同社のPASPYを委託販売。
  - フォーブル - 筒瀬線を除く全線。2024年11月30日をもって取扱終了[注 5][22]。
- 鞆鉄道を通じて精算し、同社のPASPYを委託販売。
  - 井笠鉄道 - 福山 - 大谷台・幕山四十分団地線、市内ループ線。2012年10月31日の営業をもって事業廃止。翌日から中国バス・井笠バスカンパニー（→中国バス・井笠バス福山カンパニー→井笠バスカンパニー福山営業所）に事業譲渡された。
- 中国バスを通じて精算し、同社のPASPYが自社発行に準じた扱い。
  - 井笠バスカンパニー（福山営業所担当分のみ）

利用可能だったコミュニティバス
先述した呉市および廿日市市のほか、以下の各市町のコミュニティバスでも利用可能だった。
- 福山市「まわローズ」 - 中国バス・井笠バスカンパニー・鞆鉄道が運行
- 府中市「府中ぐるっとバス」 - 中国バスが運行
- 三次市「くるるん」 - 備北交通が運行
- 庄原市
  - 旧 庄原市「ひまわりバス」 - 備北交通が運行
  - 旧 東城町「お通りバス」 - 備北交通が運行
- 東広島市「のんバス」 - 芸陽バス・JRバス中国が運行　※PASPY割引は適用されない[23]
- 安芸高田市「お太助バス」 - 2016年9月30日の営業をもって備北交通による運行が終了。翌日から運行事業者が安芸高田市内の各タクシー事業者へ変更になり、PASPYが利用できなくなった[24]。
- 安芸郡府中町「つばきバス」 - 広島電鉄が運行　※PASPY割引は適用されない[25]
- 安芸郡海田町「ふれあいバス」 - 芸陽バスが運行　※PASPY割引は適用されない[26]

### その他
- 2008年4月9日付の広島銀行ATMでのチャージ機能導入に関するプレスリリース[27] ではエンゼルキャブ全路線にて2009年度に導入予定と明示されていたが、2009年1月26日付けプレスリリース[28] では当該記述が削除されており、何らかの理由で導入計画が取りやめになったものと推察される。なお、導入が実現していれば第一タクシー（現：フォーブル）と同様PASPYの自社発行は行わず、広島高速交通のPASPYを委託販売する予定だった[11][注 6]。
- 2017年10月6日付の中国新聞[31] で、JR三江線の廃止代替バスを運行する大和観光（川本・美郷線）でもPASPYの導入が検討されていると報道されたが、導入が見送られている。

## 他の交通系ICカードの利用について

相互利用関係（2025年3月9日）

ICOCAへの対応（片利用）
2008年3月1日から、西日本旅客鉄道（JR西日本）のICカード・ICOCAの対応を開始した。あくまでもPASPYエリア内でICOCA等を利用できるとという片利用対応であり、その逆（PASPYをICOCA互換カードとして利用すること）には対応しない。また、ICOCA等をPASPYエリア内で使用する際に割引制度などに制限がある（詳細後述）。
交通系ICカード全国相互利用サービスへの対応（片利用）
2017年1月13日に中国新聞が、2017年度末の交通系ICカード全国相互利用サービス（片利用）対応を前提にシステム改修を予定していると報じ、2017年9月28日に広島県バス協会・広島電鉄・広島高速交通・JR西日本の連名で2018年春からPASPYエリアで全国相互利用サービス対象カードの片利用を開始することが発表された。
その後、2018年2月27日に同4者の連名で詳細が発表され、2018年3月17日からサービスを開始した。なお、ICOCAと同様に相互利用ではなく片利用であり、PASPYエリア内で使用する際に割引制度などに制限がある。また、PASPYエリアのバス車内および広島電鉄電車車内を除いて、チャージする事が出来ない（詳細後述）。

## カード券種

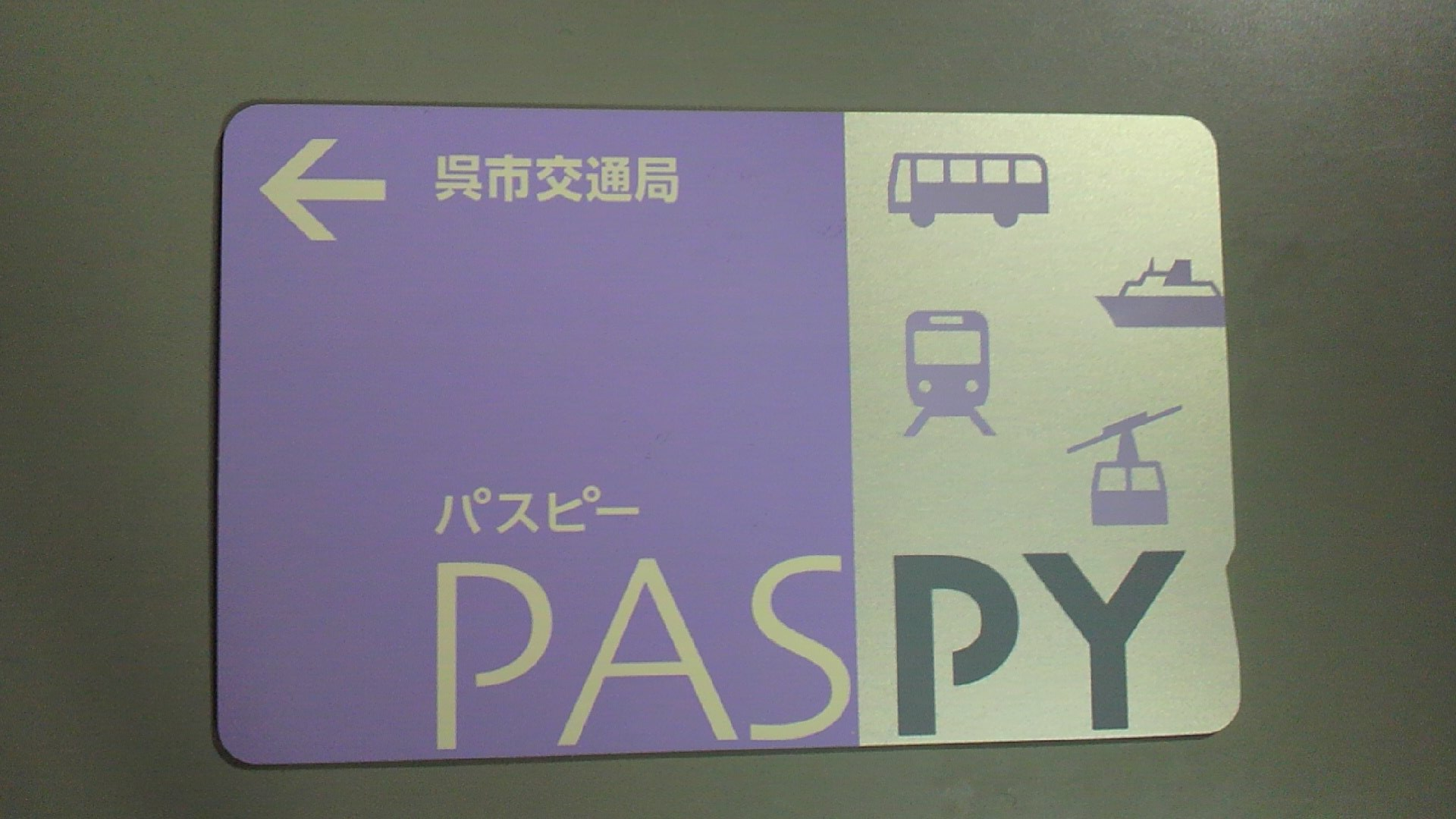
旧呉市交通局のPASPY（現在発行停止）

### 事業者が発行していたもの
下記の5種類が発行され、各発行事業者のシンボルカラーに沿った10色のデザインがある。色については「カード発行事業者」の項を参照。
PASPY購入の際はデポジット500円とチャージ1,500円の計2,000円からの発売となっている。払い戻しの際はデポジットの500円とチャージ残額の合計から払い戻し手数料200円が差し引かれる。なお、払い戻し・紛失時の再発行（無記名式PASPY除く）は発行事業者で行う必要がある（例：広島電鉄発行のPASPYを広島高速交通での再発行は不可）が、紛失登録はどの事業者でも可能である。
なお、無記名式PASPY・記名式PASPYでも小児割引・特別割引を受けることも出来る（利用時に乗務員に申し出て、乗務員の操作を受ける必要がある）。
無記名式PASPY
無記名式の持参人有効のカード。広島高速交通で発行したものは、取扱窓口にて記名式カードに切り替えることも可能。紛失時の再発行不可。
各事業者の取扱窓口のほか、各事業者の電車・バス車内、アストラムラインの自動券売機でも発売される。
記名式PASPY
カード購入時に名前、生年月日、性別、電話番号を登録したカードで、紛失時にカードの利用停止と再発行などが受けられる。申込者とその同行者のみが利用可能。各事業者の取扱窓口のみで発売。
こどもPASPY
子供用の記名式PASPY。年齢確認のため、購入時に公的証明書（保険証など）の呈示が必要。各事業者の取扱窓口のみで発売。
「12歳の誕生日経過後の3月31日まで」の有効期限があり、有効期限日の13日前（3月18日）から通常の（成人用）記名式PASPYに切り替えることが可能。
定期券を付加することも出来る（定期券の有効期限内に記名式PASPYへの切り替えは出来ない）。
割引PASPY
療育手帳・身体障害者手帳・精神障害者保健福祉手帳を持つ人に発行する記名式PASPY。購入時・利用時に各手帳の呈示が必要で、本人とその同行する介護者のみが利用可能。無記名式PASPYからの切り替えは出来ない。各事業者の取扱窓口及び，広島バスセンターのPASPY取扱窓口のみで発売。
有効期限は2年間で、期限が切れる前に更新手続きが必要。子供用もあり、有効期限はこどもPASPYに準ずる。
PASPY定期券
記名式PASPY・こどもPASPY・割引PASPYに定期券機能を付与したもの。
当該区間を運行する事業者が発行するPASPYに定期券機能を付与するが、自社でPASPYを発行しない事業者は、それぞれ発行元のPASPYに定期券を付与する形でPASPY定期券を発行している。
PASPY利用区間外や事業者間をまたぐPASPY定期券は発行できない。
| 付与できるPASPYの発行事業者 | 定期券区間運行事業者 | 備考                                                    |
| --------------------------- | --- | ------------------------------------------------------- |
| 広島電鉄                    | 広島電鉄、エイチ・ディー西広島、なべタクシー、富士交通、野呂山タクシー、朝日交通、東和交通、呉交通、倉橋交通、瀬戸内産交、江田島バス |                                                         |
| 広島電鉄                    | 芸陽バス | かつて芸陽バスが発行したPASPYも付与可                   |
| 広島電鉄                    | 備北交通、君田交通 | かつて備北交通が発行したPASPYも付与可                   |
| 広島バス                    | 広島バス |                                                         |
| 広島交通                    | 広島交通、広交観光 |                                                         |
| JRバス中国                  | JRバス中国 |                                                         |
| 鞆鉄道                      | 鞆鉄道 | 紙製定期券の発行も継続                                  |
| 中国バス                    | 中国バス、井笠バスカンパニー | 紙製定期券の発行も継続                                  |
| 広島高速交通                | 広島高速交通、フォーブル | 2024年12月1日からフォーブルのバス単独定期券のみ発行可能 |

- 廃業した呉市交通局は自社発行のPASPYに付与、井笠鉄道は鞆鉄道発行のPASPYに付与していた。
- 中国バスでは他社との乗継定期券や企画定期券（片道定期券など）も発売しており、これらは従来通り紙製定期券で発行している。
- 鞆鉄道、中国バスではおのみちバス（ICOCAエリア）との共同運行路線については共通定期券を発売しており、従来通り紙製定期券で発行している。

### 事業者以外が発行していたもの
いきいきパス
呉市が2012年4月より高齢者・障害者の外出支援事業として発行する、PASPY機能を利用した福祉乗車証。満70歳以上の呉市民を対象にした「いきいきパス敬老」と、身体障害者手帳（第1種及び第2種1-3級）または療育手帳(第一種及び第二種Ⓑ（B1または2級程度）)を所持している呉市民を対象とした「いきいきパス障害者」の2種類があり、前者は1乗車当たり100円、後者は無料で乗車が可能。
福祉乗車証としての利用範囲は呉市内の広島電鉄・瀬戸内産交の路線バス（他市に乗り入れる路線は呉市内のみ）および呉市生活バスで、PASPY非対応の川尻・倉橋（長谷線のみ）・下蒲刈の各地区生活バスでは、いきいきパスを提示して現金を支払う。その他の路線は通常の記名式PASPYと同じ扱い。
PASPYのサービス終了決定に伴い、現在のカードは2025年3月29日をもって利用出来なくなり、新しいカードへ切り替わった。
ひろぎんPASPY
2009年4月13日より広島銀行が発行を開始した、PASPYに中国新聞読者向け会員組織「ちゅーピーくらぶ」会員証と非接触型クレジットカード「QUICPay」（JCB）または「Visa Touch」（DC VISA）を同梱したカード。交通事業者・銀行・マスコミ企業が提携したICカードとしては全国初で、サイバネ規格に準拠した8KBのプリペイド（前払い）機能とポストペイ（後払い式）機能を同時に搭載するマルチアプリIC（多機能）カードの発行も全国初であった。
広島銀行のクレジット一体型キャッシュカード「バリューワン」の子カードとして発行される（従って、ひろぎんPASPY自体にはキャッシュカード及び磁気式クレジットカードの機能は有しない）。バリューワンにはDC Masterブランドも発行されているが、このブランドではひろぎんPASPYを発行できない。またJCBブランドは家族カードのひろぎんPASPYの申し込みは不可。
ひろぎんPASPYの発行額は無料（デポジットも不要）であるが、チャージ額0円で発行されるので初めて使う前にチャージが必要となる。クレジットカードの子カードではあるが、クレジットカードからのチャージはできない。また定期券機能は利用できない。
2016年3月23日から、広島銀行が発行し広島県内の一部商業施設等で使用可能な地域電子マネー「HIROCA」を同梱したひろぎんPASPYの取り扱いを開始した。JCBブランドにのみ対応し、ICカード乗車券（PASPY）・ポストペイ型電子マネー（QUICPay）・プリペイド型電子マネー（HIROCA）の3種を同梱したカードとして発行される。
PASPYのサービス終了決定に伴い、2023年7月31日をもって取扱を終了した。
サンフレッチェPASPY
2009年11月21日に申し込みを開始し、Jリーグ・サンフレッチェ広島のシーズンシート券（シーズンパス）として発行されていたPASPY。サンフレッチェ広島の試合会場やオフィシャルショップ「V-POINT」およびサンフレッチェ広島の公式サイトからのオンライン販売で発行していた。Jリーグが導入したJリーグ全試合対象観戦記録システム「ワンタッチパス」に対応し、このPASPYでサンフレッチェの公式戦会場にも入場出来る。試合観戦に来るサポーターに対し、公共交通機関を利用してもらうため企画された。デザインは、サンフレッチェのエンブレムとサポーターナンバーの「12」をあしらった。
新規販売価格は「シーズンパス料金+2,000円」で、デポジットと1,500円分のチャージが含まれている（継続購入時はデポジット・チャージ分の2,000円が不要）。ファンクラブ（サンフレッチェクラブ）会員以外でも購入可能だが、料金が異なる。「シーズンパスが付随したPASPY」であるため、PASPY単独での解約は出来ない。ただし、シーズンパスの有効期限が切れてもPASPY機能のみで使用することは出来る。
シーズンパスとしては開幕当初時点で開催が確定しているサンフレッチェ広島主管のホームゲームである、リーグ戦（17試合）・JリーグYBCルヴァンカップまたはAFCチャンピオンズリーグ (ACL) の各グループリーグ戦（3試合）のみ使用可能。ルヴァンカップとACLの決勝トーナメント戦、ポストシーズンであるJリーグチャンピオンシップ（現在は廃止）、ならびに広島県サッカー協会主管の天皇杯全日本サッカー選手権大会及び全広島サッカー選手権大会（天皇杯広島県予選）では使用出来ない。
「サンフレッチェPASPY」としてのシーズンパス発行は2016年シーズンをもって終了し、2017年シーズン以降のシーズンパスはPASPYが搭載されない（旧シーズンパスは引き続きPASPYとして利用可能だった）。

### 記念PASPY
- 市内電車サービス開始記念PASPY　発売額2,000円（デポジット500円含む）
発行会社・広島電鉄　発売日2009年3月1日　発行枚数1万枚（先着7,000枚までは記念台紙付き）
この記念PASPYも定期券機能をつけることが可能である。
- 「広島東洋カープ×広島電鉄コラボPASPY」 発売額2,000円（デポジット500円含む）
発行会社・広島電鉄　発行枚数3万枚（専用の台紙付き）
2017年3月にハガキによる事前申し込みで抽選を行い、当選者に発送される引き換えハガキと引き換える形で2017年6月に発売。
この記念PASPYも定期券機能をつけることが可能だった。

## 利用方法

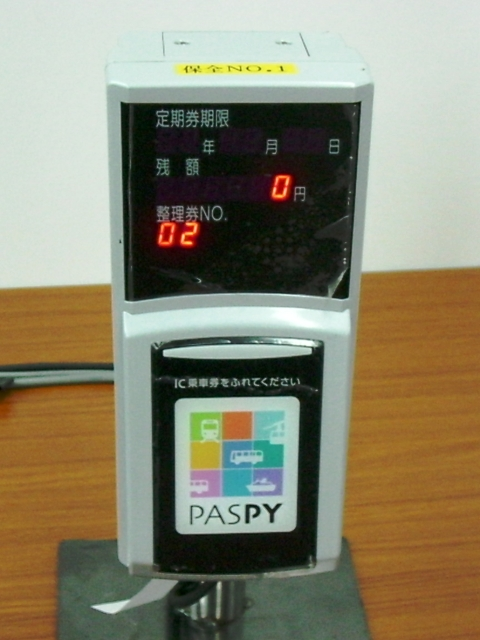
PASPY読み取り機（乗車時用）

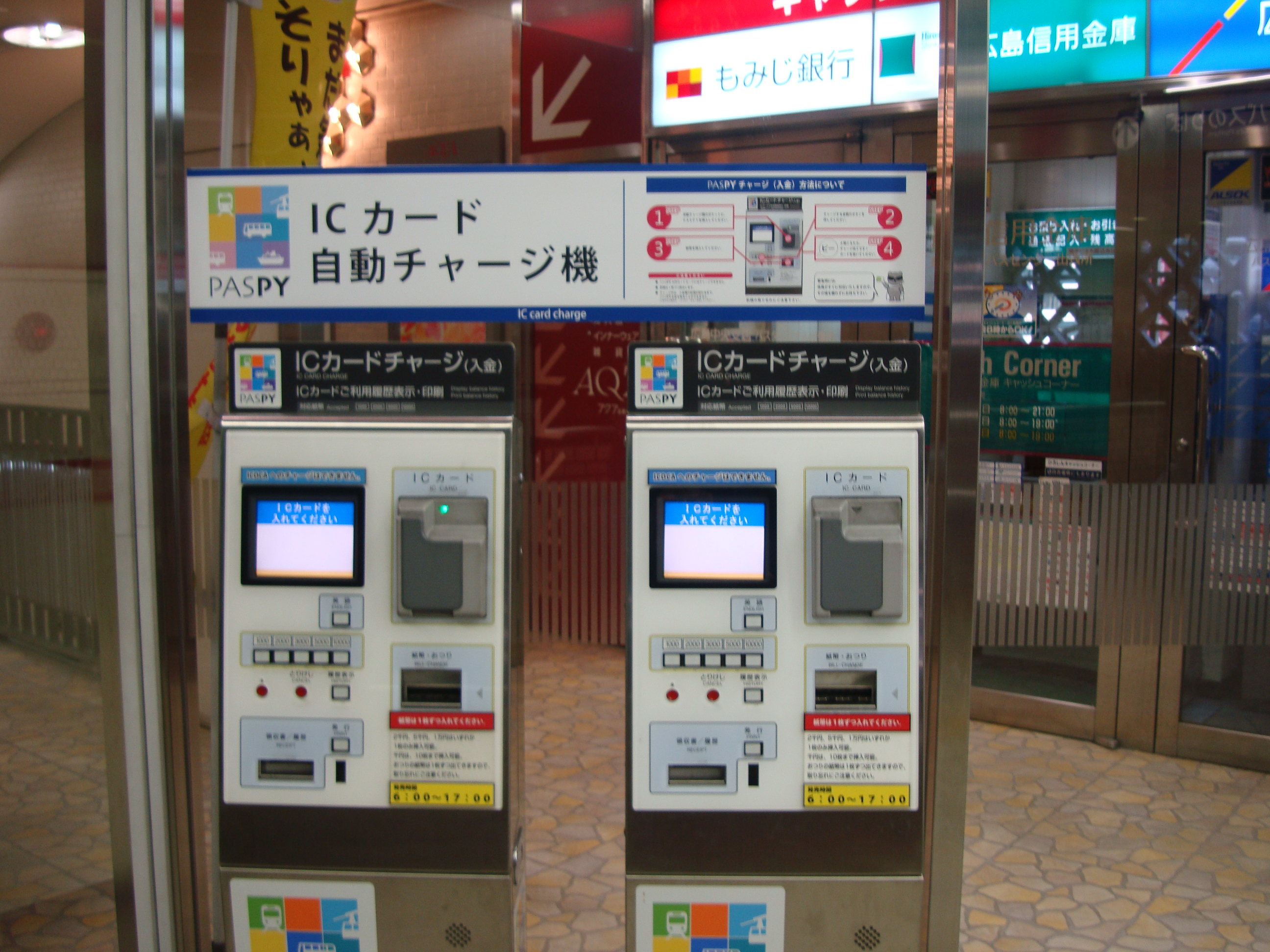
PASPYチャージ機（広島バスセンター）

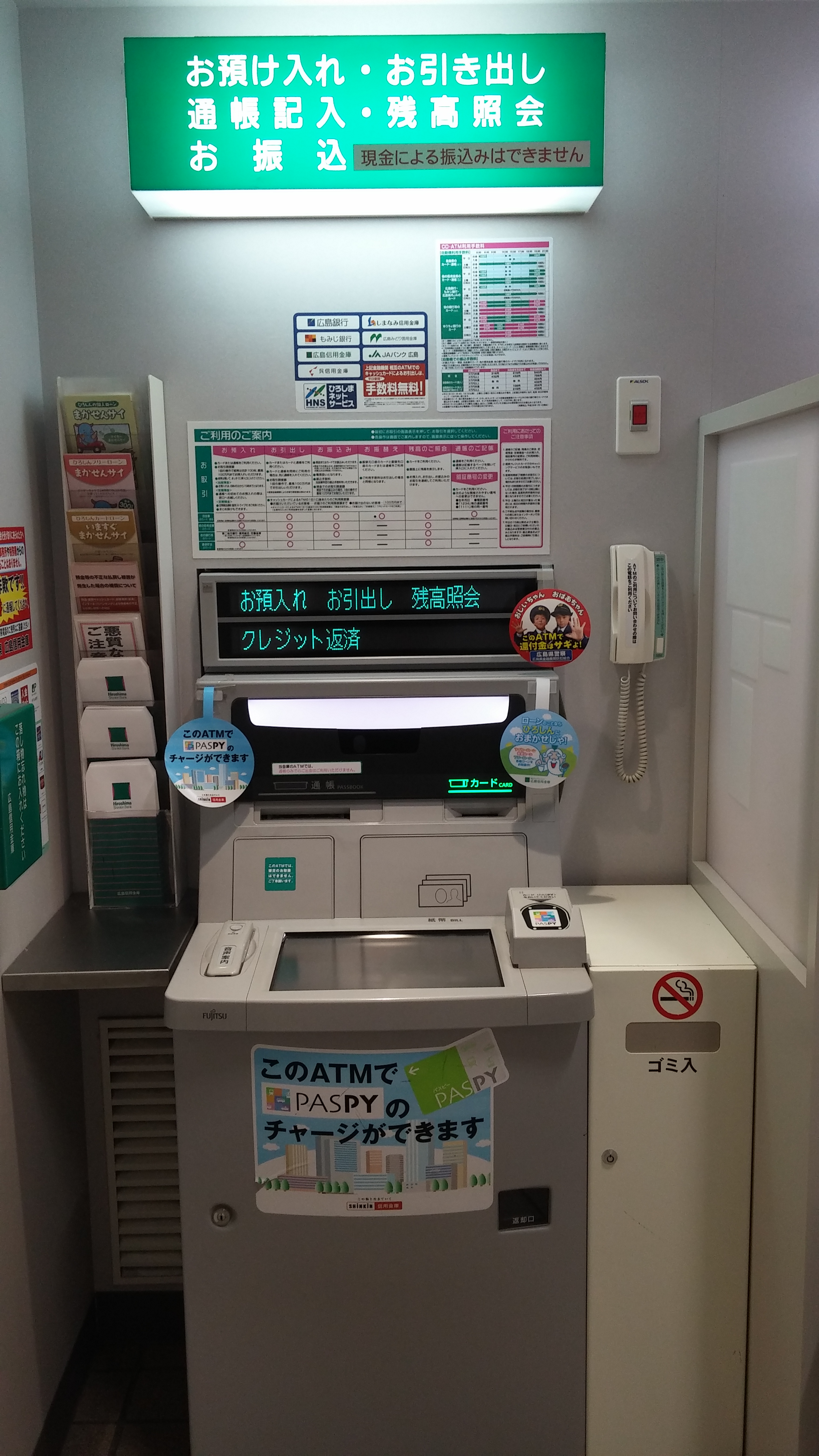
PASPYのチャージに対応していたATM（広島信用金庫）

「タッチ&ゴー」の動き

### チャージ
チャージは、以下の何れの方法でも1,000円単位で最大20,000円までのチャージが可能となっていた。
このうち、全国の交通系ICカードのチャージは、バス車内および電車車内（広島電鉄）でのみ可能だった。ICOCAのチャージに限り、アストラムライン各駅の券売機・のりこし精算機でも可能であるが、その他の方法ではPASPY以外のICカードにチャージ出来なかった。
販売窓口
PASPY販売窓口に申し出てチャージする。
バスカード、アストラムカード、パセオカード（以下「バスカード」と総称）といさりびカードは窓口でPASPYへの残高移し替えによるチャージが可能だった（2012年3月31日まで、バスカードについては一部社局が取り扱いを2020年3月31日までに延長。）。が、広島市発行のいきいきカードと井笠バス専用バスカードと山口県共通バスカード（岩国市交通局・いわくにバス発行分を含む）は移し替えが出来なかった。
自動券売機・のりこし精算機（アストラムライン）
アストラムラインの券売機・のりこし精算機を操作することにより、一定額（1,000、2,000、3,000、4,000、5,000、10,000円）を現金でチャージする。
券売機ではカードの利用履歴の表示や印字もできる。
専用チャージ機
広島バスセンターや広電電車のホームなどに設置されている。PASPYをホルダーに差し込んで使用し、券売機同様に一定額を現金でチャージする。
バス車内
バス乗務員に申し出てPASPYを運賃箱にかざし、運賃箱の紙幣投入口に現金を投入してチャージする。バス車内では残額が1万円を超える場合はチャージが出来ない。「広島地区共通バスカード」とは異なり、購入・チャージ時にプレミア金額は上乗せされないが、運賃支払い時に最大1割引となる（後述）。ひろでんモビリティサービス（スマートムーバー）、広島交通（今吉田線）、備北交通（始終線）の車内ではチャージが出来ない。
電車車内（広島電鉄）
先頭または最後尾の運賃箱にある「チャージ」ボタンを押し、運賃箱の紙幣投入口に千円札を投入してチャージする。1回の操作で1,000円ずつしかチャージ出来ないため、2,000円以上をチャージする場合にはこの操作を繰り返す。
ATM
広島県内の広島銀行、広島信用金庫、呉信用金庫、しまなみ信用金庫、広島みどり信用金庫の一部ATMでPASPYにチャージすることができた。IC乗車カードのATMでのチャージは全国初であった。
ATMでのチャージは現金の他に、キャッシュカード・通帳を使用して口座から直接チャージもできたが、クレジットカードでのチャージやオートチャージ、インターネットバンキングには対応していなかった。
PASPYのサービス終了決定に伴い、2023年8月4日をもって全ての金融機関で取扱を終了した。

### バス・電車での利用
バス・広島電鉄では、乗車時にカードリーダーにタッチして乗車情報を記録し、降車時に運賃箱のカードリーダーにタッチして事前にチャージ（入金）した金額から区間料金を精算する（運賃前払いの路線では乗車時のタッチ時に精算を行う）。均一区間でも乗車時に乗車情報を記録する必要があるほか、誤乗車の場合は窓口で入場記録を消去するまで使用出来ない。
アストラムラインでは、乗車駅で自動改札機のカードリーダーにタッチし、乗車駅や時刻などの情報を記録していた。PASPYが正確に認証された場合は電子音とともにゲートが開き、正確に認証されない場合、またはカードが使用できない場合は電子音や音声が鳴って即座にゲートが閉まるようになっていた。下車駅では、乗車時と同じように自動改札機のカードリーダーにPASPYをタッチすると、乗車時に記録された情報を元に運賃が計算され、チャージ金額から運賃分が引き去られた。PASPYのサービス終了決定に伴い、2024年11月30日をもって取扱を終了した。

### 船舶・ロープウェイでの利用
宮島航路（JR西日本宮島フェリー・宮島松大汽船）では、両社とも乗船前に桟橋改札口のPASPYカードリーダーにタッチすることで利用可能。
宮島口桟橋は2023年10月1日の宮島訪問税徴収開始に先立ち、同年9月13日にICOCAの自動改札機が導入された ため、PASPYを利用する際および障がい者手帳・課税対象外証明書・1年分一時納付証明書を使用してICOCAを利用する際は両社とも有人改札のカードリーダーで対応している。カードリーダーはPASPY用とICOCA用で別に設置している。なお、自動改札機導入以前のJR西日本宮島フェリーは、乗下船とも宮島桟橋で改札を行い宮島口桟橋では改札を行っていなかった。
宮島ロープウエーは改札がPASPYに対応しておらず、山麓の紅葉谷駅切符売場にて乗車券を購入して利用する（山頂の獅子岩駅ではPASPYを使って乗車券購入は不可）。また、PASPY割引は大人・小人ともに往復のみ適用され、片道・障害者乗車券の場合は適用されない。
2023年3月31日までは、瀬戸内海汽船でも広島港・呉港・松山観光港の窓口で高速船・フェリーの乗船券を購入することにより利用可能で、共同運航の石崎汽船便にも対応していた。

### その他
- ひろしまカレッジの受講証として利用可能。
- 2012年10月、地域の企業でつくるICカードの活用を考える「ひろしま地域カード連携コンソーシアム」に参加した。コンソーシアムを通じてICカードの活用に前向きな病院や大学や企業に、診察券や学生証、社員証との一体化を提案するとしている。

## 割引サービス
以下の割引サービスが設定されていた。なお、全国の交通系ICカードで利用した場合は「1人1枚で利用した場合の電車乗り換え制度」以外は適用されない。
PASPY割引
現金で利用した場合の運賃に対して10％割引（10円未満の端数は切り上げ）により残高を引き去る。ただし、一部適用されない路線・事業者もある。
例えば、220円区間の場合、PASPYからの引き去り額は、220円の10%引き＝198円の端数切り上げ＝200円となる。
小児割引または特別割引が適用される場合はそれらの当該割引が優先される。
PASPYのサービス終了決定に伴い、2024年5月31日をもってアストラムラインでのPASPY割引の取扱を終了した。
乗継割引
バスとバス、または路面電車とバスを1時間以内に乗り継いだ場合、2回目に乗車したバスまたは路面電車で20円（小児・割引運賃適用者は10円）の割引。ただし、一部適用されない路線もある。
アストラムラインとフィーダーバス（フォーブル）を1時間以内に乗り継いだ場合、2回目に乗車したアストラムラインまたはフィーダーバスが20円（小児・割引適用者は10円）割引となる。
PASPYのサービス終了決定に伴い、2024年5月31日をもってアストラムラインとフィーダーバスの乗継割引の取扱を終了した。
電車乗り換え制度
広島電鉄の路面電車の市内線の全電停で降車した電停（紙屋町東・紙屋町西・本通は同一電停扱い）で60分以内に再乗車する場合、後戻り乗車になっていない限り継続乗車扱いとなる。
2019年9月30日までは広島電鉄の路面電車の指定された乗換電停（紙屋町東・紙屋町西・本通は同一電停扱い）で30分以内に行先が異なる電車へ乗り継ぎの場合、継続乗車扱いとなっていた。
現金決済時に配布される「乗換カード」の機能をPASPYに持たせたもの。

## 歴史
- 2007年（平成19年）
  - 7月2日 - 広島県内のバスや路面電車などで運賃支払いができる共通ICカードの名称が「PASPY」に決まった事を公表[62]。
  - 9月24日 - 「ひろしまバスまつり」で、PASPYのマスコットキャラクター候補の人気投票やエイチ・ディー西広島（ボン・バス）の車両に搭載された読み取り機での乗車体験など広報宣伝を行う[63]。
- 2008年（平成20年）
  - 1月 - 中国バス・井笠鉄道（2008 - 2009年度導入）が参加を表明し、広島県発行の「ひろしま県民だより」にも掲載される。
  - 1月12日 - 導入日を正式に発表。
  - 1月23日 - PASPY取り扱い窓口でPASPY発売開始。
  - 1月26日 - 広島市内中心部と一部郊外線、福山市内循環線の路線バスと広島 - 呉・蒲刈線のバスや広島 - 三次・庄原・東城線、広島 - 広島空港の高速バスからサービス開始。
  - 3月1日 - 西日本旅客鉄道（JR西日本）のICOCAがPASPY利用路線で使用可能になる[32]。広島電鉄が軌道線の白島線に導入。
  - 10月25日 - 広島電鉄などバス7社52路線294両にPASPYを導入[64]。
  - 12月20日 - 広島電鉄などバス6社38路線189両にPASPYを導入[65]。広島電鉄が運行を受託している府中町「つばきバス」にもPASPYを導入[66]。広島県内のコミュニティバスへのPASPY導入は初めて。
- 2009年（平成21年）
  - 1月28日 - PASPYエリア周辺の広島銀行ATM200台でPASPYのチャージサービスを順次利用開始[28]。
  - 2月14日 - 新規導入の中国バス、井笠鉄道、広交観光を含めたバス5社26路線79両にPASPYを導入[67]。
  - 2月21日 - 福山市中心部循環バス「まわローズ」の運行が開始されPASPYを導入[67]。
  - 3月1日 ‐ 広島電鉄の軌道線（1・3・5・6・7・8号線）で導入。
  - 3月2日 - 定期券機能を開始[68]。
  - 3月28日 - 広電バスの藤の木団地線で利用開始。
  - 4月13日 - ひろぎんPASPYを発行開始。
  - 8月8日 - 広島高速交通（アストラムライン）と、新規導入の第一タクシーを含めたバス9社54路線にPASPYを導入[69]。
  - 9月12日 - 広電バス、中国バス、鞆鉄道の21路線にPASPYを導入[70]。
  - 9月26日 - PASPYの在庫不足のため広島高速交通での販売を一時中止（定期券は発売継続）[71]。
  - 10月16日 - 広島バスでも在庫不足のためPASPYの販売を一時中止[72]。
  - 10月17日 - 広島電鉄宮島線（2号線）、宮島松大汽船、JR西日本宮島フェリー、広島観光開発（宮島ロープウエー）と、新規導入の井笠鉄道を含むバス4社37路線にPASPYを導入[73]。
  - 10月21日 - 広島信用金庫、呉信用金庫、しまなみ信用金庫、広島みどり信用金庫のATM75台でチャージサービスを順次利用開始[74]。
  - 10月31日 - 瀬戸内海汽船に導入（この拡大をもって、当初の導入予定計画が完了）[73]。
  - 11月4日 - PASPYの在庫不足により広島電鉄での販売を一時中止（定期券の発売は継続）[75]。
  - 11月21日 - Jリーグ・サンフレッチェ広島のシーズンパスと一体化した『サンフレッチェPASPY』の申し込み受付を開始[46][48]。
  - 12月3日 - PASPYの販売が一時停止されていた広島高速交通、広島バス、広島電鉄にて販売を再開[76]。
  - 12月7日 - PASPYの在庫不足により広島交通での販売を一時中止（定期券の発売は継続）[77]。後日、発売を再開。
- 2010年（平成22年）
  - 1月31日 - バスカード（井笠バス専用バスカードを除く）、アストラムカード、パセオカードをPASPY導入している会社すべてで販売を終了。
  - 4月8日 - ソニーの「SFCard Viewer2」でPASPYの残高、利用履歴が確認できるようになる[78]。
  - 4月10日 - 府中市で市街地循環バスの試験運行を開始し、PASPYを導入[79]。
  - 8月2日 - 「いさりび号」の石見交通担当便にPASPYを導入[80][注 9]。
  - 10月1日 - 試験運行を行っていた府中市の市街地循環バスを「府中ぐるっとバス」として本格運行開始（右まわり便のみ）。引き続きPASPYも利用可[82]。
  - 10月2日 - 三次市街地循環バス「くるるん」の運行を開始し、PASPYを導入[83]。
- 2011年（平成23年）
  - 3月31日 - バスカード、アストラムカード、パセオカードのサービスを終了。
  - 4月23日 - ひろしまカレッジのIC受講証サービス開始[84]。
- 2012年（平成24年）
  - 3月31日 - 呉市交通局、バス事業廃止による広島電鉄への事業譲渡に伴いPASPYの販売を終了。
  - 7月1日 - 瀬戸内産交、さんようバスの一部路線でPASPYを導入[85]。
  - 10月 - 「ひろしま地域カード連携コンソーシアム」に加盟。
  - 10月31日 - 井笠鉄道、バス事業廃止による全路線にバスカードのサービスを終了。
  - 11月1日 - 中国バスの社内カンパニー「中国バス・井笠バスカンパニー」が、井笠鉄道の路線とPASPY定期券発行範囲を継承（定期券に付帯するPASPYの発行会社が鞆鉄道から中国バスに変更）。
- 2013年（平成25年）
  - 4月1日 - 中国バス・井笠バスカンパニーの広島県完結分が「中国バス・井笠バス福山カンパニー」に名称変更。PASPY関連は引き続き旧井笠鉄道の範囲を担当。広島電鉄、高速バス「グランドアロー号」での利用範囲が広島県内のみに変更。
  - 10月1日 - 中国バス・井笠バス福山カンパニーの路線を同年4月から岡山県との越境路線を担当している中国バスの100％子会社「株式会社・井笠バスカンパニー」に移管。PASPY利用会社としての旧井笠鉄道関連の業務も継承。
- 2014年（平成26年）
  - 9月 - ICカードシステム（センターサーバ）を更新[4]。東芝[5] からNEC[6] へ、ICカードシステムの「ベンダースイッチ」を行う。
  - 9月30日 - 備北交通、自社発行のPASPYの販売を終了（広島電鉄発行のPASPY販売に切り替え）[38]。
  - 10月1日 - 広島電鉄の呉市一部路線撤退に伴い生活バス運行7社によるPASPYの利用開始[86]。
  - 10月31日 - 芸陽バス、自社発行のPASPYの販売を終了（広島電鉄発行のPASPY販売に切り替え）[38]。
- 2015年（平成27年）
  - 3月14日 - アストラムライン新白島駅が開業。定期券窓口が新設され、PASPYの取扱を開始。
- 2016年（平成28年）
  - 7月24日 - サンフレッチェPASPYの販売終了[87]。（翌2017年のシーズンパスからはPASPY機能が搭載されない[50]。）
  - 9月27日 - 広島県外の事業者としては初めていわくにバスが岩国錦帯橋空港シャトルバス専用車両にPASPYを導入[88][注 10]。
  - 9月30日 - 安芸高田市のコミュニティバス「お太助バス」での利用が運行業者の変更に伴い終了[注 11]。
  - 10月31日 - 広島電鉄、高速バス「グランドアロー号」の広島県内での利用が終了。
- 2017年（平成29年）
  - 3月1日 - 広島バスで、PASPY定期券の販売開始[89]。
  - 3月13日 - 呉交タクシーが「呉交通」に社名変更[90]。
  - 7月1日 - いわくにバスが、高速バス「岩国 - 広島線」でPASPYを導入[91][注 10]。
  - 10月1日 - 東広島市で西条市街地循環バス「のんバス」の運行が開始されPASPYを導入[92]。
- 2018年（平成30年）
  - 3月17日 - PASPYエリアにおける交通系ICカード全国相互利用サービスの片利用を開始[35]。
  - 3月21日 - 第一タクシーが「フォーブル」に社名変更。
  - 4月1日 - 君田交通が、JR三江線廃止に伴う代替バス路線「川の駅三次線」を新設しPASPYを導入。但し、ICOCAを含め交通系ICカード全国相互利用サービスには非対応[93]。
- 2019年（平成31年・令和元年）
  - 1月29日 - 君田交通が、「川の駅三次線」で交通系ICカード全国相互利用サービスの片利用を開始[94]。
  - 4月 - 海田町「ふれあいバス」にPASPY導入[26]。
  - 10月1日 - 広島電鉄が呉市の一部路線を呉市生活バス6社に移管し、広電バスと呉市生活バスとの運賃が通しで計算される直通乗継割引制度を導入[95]。
  - 10月26日 - 府中市「府中ぐるっとバス」左まわり便の車両を更新[注 12]し、PASPYを導入[97][98]。これにより、右まわり便・左まわり便ともにPASPYが利用可能となる。
  - （年内） - いわくにバス全路線で導入完了。
- 2020年（令和2年）
  - 1月31日 - 江田島バス全路線にPASPYを導入[99][100]。
  - 3月29日 - 広電バス「原・川末線」を「廿日市さくらバス原ルート」に転換し、廿日市交通に運行委託[14]。廿日市さくらバス（宮内ルート、西循環、佐方ルート、原ルート）にPASPY導入[101]。
  - 10月1日 - 呉市安浦地区生活バスの運行事業者が、安浦交通から富士交通に移管されPASPYを導入[102]。呉市の福祉乗車証「いきいきパス」にも対応。
- 2021年（令和3年）
  - 2月1日 - ひろでんモビリティサービスが運行する「スマートムーバー」にPASPYを導入[20][103]。
- 2022年（令和4年）
  - 3月4日 - 2025年3月までにPASPYのサービスを終了することをPASPY運営協議会が発表[104][105]。
  - 3月12日 - フォーブルが平和台線にPASPYを導入[30]。
  - 4月1日 - 廿日市さくらバス宮内ルート及び西循環（現：阿品台ルート）の運行業者が、広島電鉄から廿日市カープタクシーに移管。これに伴い、廿日市カープタクシーがPASPY取扱事業者となる[15][106]。
- 2023年（令和5年）
  - 3月21日 - 「いさりび号」の石見交通担当便においてPASPYのサービス終了（JR西日本発行のICOCAに切り替え）[21]。
  - 3月31日 - 瀬戸内海汽船でPASPYのサービス終了（JR西日本発行のICOCAに切り替え）[18]。
  - 7月31日 - 広島銀行が発行するひろぎんPASPYの取扱終了[45]。
  - 8月4日 - 広島銀行[52]、広島信用金庫[53]、呉信用金庫[54]、しまなみ信用金庫[55]、広島みどり信用金庫[56] のATMにおけるPASPYチャージサービス終了。
  - 9月13日 - 宮島松大汽船・JR西日本宮島フェリーの宮島口桟橋に宮島訪問税（同年10月1日徴収開始）に対応したICOCAシステムの自動改札機を導入[57]。これに伴い、PASPYの取扱は両社とも有人改札のカードリーダー対応となる[58]。
- 2024年（令和6年）
  - 3月31日 - さんようバスでPASPYのサービス終了[注 3][17]。
  - 5月31日 - 広島高速交通でPASPYの発売終了（定期券を含め、JR西日本発行のICOCAの発売に切り替え）[107][108]。
  - 6月1日 - 全ての事業者でPASPYのカード回収を伴う無手数料での払い戻し取扱い開始[107]。
  - 9月1日 - 中国ジェイアールバスが「JRバス中国」に社名変更[109]。
  - 11月30日 - 広島高速交通・いわくにバスでPASPYのサービス終了（JR西日本発行のICOCAに切り替え）[107][108]。フォーブルは、定期券を除いてPASPYのサービス終了[22]。
  - 順次 - 各事業者でPASPY定期券の発売を終了[107]。
- 2025年（令和7年）
  - 3月29日 - 全ての事業者でPASPYのサービス終了。同日以降も有効なPASPY定期券は、乗務員への提示で対応[107]。
- 2027年（令和9年）
  - 3月31日 - 全ての事業者でPASPYの払い戻し取扱い終了（予定）[107]。

## サービス終了に向けた動き
原則として、ICカードシステムをPASPYの機器からICOCAの機器に切り替え、引き続き交通系ICカード全国相互利用サービスに対応する。ただし、事業者毎（主に広島電鉄グループ各社とそれ以外）で対応が異なるため、詳細を以下で述べる。

### 広島電鉄
概要
| PASPY事業者                                                                                | PASPY事業者 | MOBIRY DAYS | 全国交通系ICカード | 備考                 |
| ------------------------------------------------------------------------------------------ | ----------- | ----------- | ------------------ | -------------------- |
| 広島電鉄                                                                                   | 電車        | ◎           | △                  |                      |
| 広島電鉄                                                                                   | バス        | ◎           | △                  | コミュニティバス含む |
| ［凡例］ ◎：利用可 ○：利用可（定期券のぞく） △：カード内チャージ残額利用のみ可 ×：利用不可 |             |             |                    |                      |

詳細
広島電鉄（広電）社長の椋田昌夫は2021年6月29日の株主総会で、電車やバスなどでのキャッシュレス決済にQRコードを使う方式を導入し、PASPYと一時併用の上で、将来的にQRコード決済に集約しPASPYの利用を廃止する考えを表明した。PASPYからの撤退理由として、広電の椋田社長は「ハードとソフト（の経費）が非常に高い」ことを挙げ、利用比率に応じて分担している7-8年ごとのシステム更新費に約50億円を要し、利用比率の高い広電が半額（約20億円）を負担していることが要因であることを示唆した。利用者数の最も多い広電がPASPYの廃止方針を示したことで他事業者に動揺が走った が、PASPY運営協議会で方針を検討した結果、2022年3月4日付けで2025年3月までのサービスの順次終了を決定し、公表した。
PASPYサービス終了予定発表と同日の2022年3月4日、広電は日本電気（NEC）、レシップとの3社共同で、スマートフォンやICカードのID番号を介して登録済み利用者の情報をクラウドサーバ側で管理し決済を行うABT（Account Based Ticketing）方式による新たな乗車システムの検討に着手したことを公表し、2024年10月のサービス開始を目途として開発を行うことを明らかにした。
その後2023年10月23日に3社は、新システムの導入は2024年9月、名称は「MOBIRY DAYS（モビリー デイズ）」と明らかにし、主なサービス内容を公表した。広電では、2024年7月20日にバスの広島～三次・庄原・東城線で先行導入し、2024年9月7日に電車・バスの全線（松江線、米子線を除く）で本格導入した。

PASPYサービス終了翌日の2025年3月30日からは、ICOCAの簡易型端末で引き続き交通系ICカード全国相互利用サービスが利用出来る。ただし、ICOCA定期券の利用や電車・バス車内でのICカードチャージはできなくなり、ICカード内チャージ残額での利用に限られる。
MOBIRY DAYSとICOCAの2種類の読み取り機を電車やバスに搭載するのは、MOBIRY DAYSに交通系ICカード全国相互利用サービスとの互換性がないためであるが、決済時の混雑などを避けるためにMOBIRY DAYSの車載器でも全国交通系ICカードや、新たに流通大手の電子マネーを使えるように検討している。このうち全国交通系ICカードについては、2026年春から対応できるよう準備が進められていることが明らかになっている。

### 広電グループ各社・関係する各社
概要
| PASPY事業者                                                                                | PASPY事業者                | MOBIRY DAYS | 全国交通系ICカード | 備考                     |
| ------------------------------------------------------------------------------------------ | -------------------------- | ----------- | ------------------ | ------------------------ |
| 芸陽バス                                                                                   | 芸陽バス                   | ◎           | △                  | 一部コミュニティバス含む |
| 備北交通                                                                                   | 備北交通                   | ◎           | △（一部路線のみ）  | 一部コミュニティバス含む |
| エイチ・ディー西広島                                                                       | エイチ・ディー西広島       | ◎           | △                  |                          |
| 宮島松大汽船                                                                               | 宮島松大汽船               | ◎           | ◎                  |                          |
| 広島観光開発                                                                               | 広島観光開発               | ×           | ○（PiTaPaを除く）  |                          |
| 呉市生活バス                                                                               | なべタクシー               | ◎           | ×                  |                          |
| 呉市生活バス                                                                               | 富士交通                   | ◎           | ×                  |                          |
| 呉市生活バス                                                                               | 野呂山タクシー             | ◎           | △                  |                          |
| 呉市生活バス                                                                               | 朝日交通                   | ◎           | ×                  | 自社直営運行路線も同様   |
| 呉市生活バス                                                                               | 東和交通                   | ◎           | ×                  |                          |
| 呉市生活バス                                                                               | 呉交通                     | ◎           | ×                  |                          |
| 呉市生活バス                                                                               | 倉橋交通                   | ◎           | ×                  |                          |
| 呉市生活バス                                                                               | 瀬戸内産交                 | ◎           | △                  | 自社直営運行路線も同様   |
| 廿日市市自主運行バス                                                                       | 廿日市交通                 | ◎           | ×                  |                          |
| 廿日市市自主運行バス                                                                       | 廿日市カープタクシー       | ◎           | ×                  |                          |
| ひろでんモビリティサービス                                                                 | ひろでんモビリティサービス | ◎           | ○（PiTaPaを除く）  | WAONも利用可             |
| ［凡例］ ◎：利用可 ○：利用可（定期券のぞく） △：カード内チャージ残額利用のみ可 ×：利用不可 |                            |             |                    |                          |

詳細
- 芸陽バス
広島電鉄の動きを受けて、MOBIRY DAYSを2024年9月7日に海田町ふれあいバス（2025年3月31日に導入[123]）と安芸津海風バスを除く全線で導入した[115][116]。交通系ICカード全国相互利用サービスは、広島電鉄と同様の対応を行う[118]。ただし、みどり坂タウンバス（スカイレールサービスから運行を受託）は簡易型ではなく通常のICOCA端末を導入し、チャージも定期券も利用出来る[124]。
- 備北交通
広島電鉄の動きを受けて、MOBIRY DAYSを2024年7月20日に高田南部線、東城市街地循環バス、東城廃止代替バスを除く全線で先行導入し、2024年9月7日に東城市街地循環バス、東城廃止代替バスを除く全線で導入した[115][125]。交通系ICカード全国相互利用サービスは、広島電鉄と同様の対応を行う。ただし、備北交通では東城・庄原～広島線、高田南部線のみに対応路線が限られる[118]。
- エイチ・ディー西広島
広島電鉄の動きを受けて、MOBIRY DAYSを2024年9月7日に全線で導入した[115][116]。交通系ICカード全国相互利用サービスは、広島電鉄と同様の対応を行う[118]。
- 宮島松大汽船
広島電鉄の動きを受けて、MOBIRY DAYSを2025年3月10日に導入した[126]。交通系ICカード全国相互利用サービスは、宮島訪問税徴収にも対応したICOCAの自動改札機が2023年9月13日から宮島口桟橋に導入されているため[58]、引き続き利用できる[127]（2025年に宮島桟橋にもICOCAの自動改札機導入）。
- 広島観光開発
MOBIRY DAYSは導入しない。全国10種の交通系ICカード取扱事業者ではなくなった[128] が、引き続きICOCA電子マネー決済扱いで、紅葉谷駅きっぷうりばでICOCA等の全国相互利用交通系ICカード（PiTaPaを除く）が利用できる[129][130]。
- 呉市生活バス運行各社（なべタクシー、富士交通、野呂山タクシー、朝日交通、東和交通、呉交通、倉橋交通、瀬戸内産交）
広島電鉄から移管されたバス路線を運行している経緯もあり、広電バスとの乗り継ぎ利便性を確保する観点などから、MOBIRY DAYSを2025年3月1日にPASPY非対応路線も含めた全線で導入した[131][132]。交通系ICカード全国相互利用サービスは、観光客の利用が見込まれる一部の路線（瀬戸内産交が運行する広川尻線、野呂山タクシーが運行する広長浜線）のみ広島電鉄と同様の対応を行う[132]。
- 廿日市市自主運行バス運行各社（廿日市交通、廿日市カープタクシー）
広島電鉄から移管されたバス路線を運行している経緯もあり、広電バスとの乗り継ぎ利便性を確保する観点などから、MOBIRY DAYSを2025年2月1日にPASPY非対応路線も含めて導入した[133]。これにより、交通系ICカード全国相互利用サービスは非対応となったが、将来再び対応させる（廿日市市は「ICOCAとの連携」と表現）ことも検討中としている[134]。
- ひろでんモビリティサービス
広島電鉄の動きを受けてMOBIRY DAYSを2025年3月30日に導入した。それに先立つ2024年10月1日からは、WAONによる運賃支払が可能となった[135]。全国10種の交通系ICカード取扱事業者ではなくなった[128]が、引き続きICOCA電子マネー決済扱いで、ICOCA等の全国相互利用交通系ICカード（PiTaPaを除く）が利用できる[122]。

### 広電グループ以外の各社
概要
| PASPY事業者                                                                                | PASPY事業者          | MOBIRY DAYS       | 全国交通系ICカード | 備考                         |
| ------------------------------------------------------------------------------------------ | -------------------- | ----------------- | ------------------ | ---------------------------- |
| 広島バス                                                                                   | 広島バス             | ○                 | ◎                  | ICOCAのシステムを中心に運用  |
| 広島交通                                                                                   | 広島交通             | ○                 | ◎                  | ICOCAのシステムを中心に運用  |
| JRバス中国                                                                                 | JRバス中国           | ○（一部路線のみ） | ◎                  | ICOCAのシステムを中心に運用  |
| 鞆鉄道                                                                                     | 鞆鉄道               | ×                 | ◎                  |                              |
| 中国バス                                                                                   | 中国バス             | ×                 | ◎                  |                              |
| 広島高速交通                                                                               | 広島高速交通         | ×                 | ◎                  |                              |
| 広交観光                                                                                   | 広交観光             | ×                 | ◎                  |                              |
| フォーブル                                                                                 | フォーブル           | ×                 | ◎                  |                              |
| 石見交通                                                                                   | 石見交通             | ×                 | ◎                  |                              |
| JR西日本宮島フェリー                                                                       | JR西日本宮島フェリー | ×                 | ◎                  |                              |
| 瀬戸内海汽船                                                                               | 瀬戸内海汽船         | ×                 | ○（PiTaPaを除く）  |                              |
| さんようバス                                                                               | さんようバス         | ×                 | ×                  |                              |
| 井笠バスカンパニー                                                                         | 井笠バスカンパニー   | ×                 | ◎                  | 岡山県側の笠岡営業所でも導入 |
| いわくにバス                                                                               | いわくにバス         | ×                 | ◎                  |                              |
| 君田交通                                                                                   | 君田交通             | ◎                 | ×                  |                              |
| 江田島バス                                                                                 | 江田島バス           | ×                 | ◎                  |                              |
| ［凡例］ ◎：利用可 ○：利用可（定期券のぞく） △：カード内チャージ残額利用のみ可 ×：利用不可 |                      |                   |                    |                              |

詳細
- 広島バス、広島交通、JRバス中国
2025年3月30日からICOCA（定期券を含む）を導入してシステムを切り替えた[136]。同時にICOCA利用割引を設定した[注 14]ほか、広島バス・広島交通・JRバス中国との間では乗継割引（PASPYと同様20円）を適用する[137][138]。
ICOCAのシステムを中心に運用するものの、MOBIRY DAYSも導入し各種割引も適用される。広島バスと広島交通は2025年度中に路線バス全線に導入予定である一方、JRバス中国はクレアラインと雲芸南線のみの導入となり、呉市や東広島市の路線バスには導入しないとしている[139][140]。
- 鞆鉄道、中国バス、井笠バスカンパニー
MOBIRY DAYSは導入せず、2025年3月30日からICOCA（定期券を含む）を導入してシステムを切り替えた[141][142]。なお、井笠バスカンパニーは笠岡営業所が運行するPASPY非対応路線にもICOCAを導入した[143]。鞆鉄道・中国バス・井笠バスカンパニーとの間では乗継割引（PASPYと同様20円）を適用する[141]。
- 広島高速交通
MOBIRY DAYSは導入せず、2024年6月1日からICOCA（定期券を含む）を導入してシステムを切り替えた[144][145]。MOBIRY DAYSを導入しない理由として、広島高速交通の営業担当者は「QRコードを使う決済はICカードよりも認証速度が落ち、疑問」との見解を示している[3]。
PASPYからICOCAへシステムを切り替えるため、2024年4月から7月にかけて全駅の券売機（一部を除く）・精算機を順次更新した。新型機では、10種の全国相互利用交通系ICカードがチャージ可能（精算機は精算も可能）となる一方、PASPYはサービス終了を待たずに非対応となった[146][147]。
他の事業者よりも早い2024年5月31日をもってPASPY（定期券を含む）の発売、PASPY割引、アストラムラインとフィーダーバスの乗継割引を終了し、2024年11月30日をもって全てのサービスを終了した[107][108]。引き続き、未更新の券売機や自動改札機の更新工事を実施した[148]。
- 広交観光
MOBIRY DAYSは導入せず、2025年3月30日からICOCAを導入してシステムを切り替えた[149]。同時にICOCA利用割引を設定した[注 14]。
- フォーブル
MOBIRY DAYSは導入せず、2024年12月1日から順次ICOCA（定期券を含む）を導入してシステムを切り替えた。広島高速交通のフィーダーバスを運行しているため、広島高速交通の動きを受けてICOCAの導入を決定した[150]。
広島高速交通とのフィーダーバス乗継定期券および乗継割引は2024年5月31日で終了となり、バス単独の定期券は2025年2月末までPASPYで販売を続けた[151]。
- 石見交通
MOBIRY DAYSは導入せず、2023年3月22日からICOCA（定期券を含む）を導入してシステムを切り替え、2023年3月21日をもってPASPYのサービスを終了した[21][152]。同時にICOCA利用割引を設定した[注 14]。
- JR西日本宮島フェリー
MOBIRY DAYSは導入しない[153]。交通系ICカード全国相互利用サービスは、宮島訪問税徴収にも対応したICOCAの自動改札機が2023年9月13日から宮島口桟橋に導入されているため[58]、引き続き利用できる[57][58]（2025年に宮島桟橋にもICOCAの自動改札機導入）。
- 瀬戸内海汽船
MOBIRY DAYSは導入せず、2023年3月31日をもってPASPYのサービスを終了した。全国10種の交通系ICカード取扱事業者ではなくなった[154] が、引き続きICOCA電子マネー決済扱いで、各港の窓口や自動券売機（2021年4月1日に設置済[155]）でICOCA等の全国相互利用交通系ICカード（PiTaPaを除く）が利用できる[18]。
- さんようバス
「とびしまライナー」の路線廃止に伴い、2024年3月31日をもってPASPYのサービスを終了した[注 3][17]。現在運行しているバス路線は、ICカードが利用できない[注 15]。
- いわくにバス
MOBIRY DAYSは導入しない。交通系ICカード全国相互利用サービスは、2024年2月27日から岩国～広島間の高速バスにICOCAを導入し[156]、その他の各路線も順次ICOCAを導入してシステムを切り替えた。
- 君田交通
広島電鉄の動きを受けてMOBIRY DAYSを2025年3月30日に導入した。交通系ICカード全国相互利用サービスは、PASPY終了をもって非対応となった[129]。
- 江田島バス
MOBIRY DAYSは導入せず、2025年3月30日からICOCA（定期券を含む）を導入してシステムを切り替えた[157][158]。乗継割引（PASPYと同様20円）も適用される。

### 注記
1. ↑  ただし、別分野ではすでに他社が商標登録している。
2. ↑  スカイレールサービスが芸陽バスに運行を委託している。
3. 1 2 3  取扱終了時点で、PASPYを導入していた「とびしまライナー」が既に運行休止となっていたため、事実上2023年3月31日をもって取扱終了。
4. ↑  備北交通のシステムを利用してPASPYを導入していた[19] ため、備北交通を介して広島電鉄と精算する形となる。
5. ↑  バス定期券についてはICOCA定期券の発売開始までPASPY定期券での発売を継続する。
6. ↑  エンゼルキャブはPASPYを導入しないまま2020年9月30日で路線バスの運行から撤退し、翌10月1日からフォーブルに移管され、同社の平和台（団地）線として運行されている[29]。フォーブル移管後もPASPYは利用不可のままだったが、2022年3月12日よりPASPYが利用可能となった[30]。
7. ↑  同行する介護者の割引条件とその内容は旅客輸送業で異なる。
8. ↑  相互利用ではなく片利用であり、PASPYをICOCAエリア内（おのみちバス）で利用することはできないため。なお、おのみちバスではICOCA定期券を発売しているが、鞆鉄道（PASPYエリア）、中国バス（PASPYエリア）との共同運行路線については共通定期券、因の島バス（交通系ICカード未導入）、本四バス開発（ICOCAエリア）との共同運行路線については因島線共通定期券を発売しており、こちらも従来通り紙製定期券で発行している。
9. ↑  「いさりび号」には同路線対応磁気式乗車カード「いさりびカード」が導入されていたが、同年8月31日をもって発売終了、翌2011年3月31日をもって利用停止している[81]。
10. 1 2  PASPY導入車両では、山口県共通バスカードおよび岩国市発行の敬老優待乗車証の利用が出来なくなった。
11. ↑  2016年10月1日からは安芸高田市内のタクシー事業者に運行を委託しており、芸北タクシー、高宮中央交通、ニコニコタクシー、三ツ矢タクシー、向原タクシーが系統ごとに分担して運行している[24]
12. ↑  「府中ぐるっとバス」の左まわり便は、2017年10月2日から試験運行を開始し2018年4月2日から本格運行に移行した[96]。右まわり便とは異なり、運行開始の際に交通系ICカード対応車両は導入されなかった。
13. ↑  西日本旅客鉄道とJR西日本テクシアが開発した、バス・地域鉄道向けICOCAシステム対応の簡易型IC端末[117]。
14. 1 2 3  従来のPASPY割引に代わる割引サービスで、割引率はPASPY割引と同じ。現金で利用した場合の運賃に対して10％割引（10円未満の端数は切り上げ）により残高を引き去る。例えば、240円区間の場合、ICOCAからの引き去り額は、240円の10%引き＝216円の端数切り上げ＝220円となる。小児割引または特別割引が適用される場合はそれらの当該割引が優先される。なお、PiTaPaなど、ICOCA以外の全国の交通系ICカードで利用した場合は適用されない。
15. ↑  さんようバスは、自社におけるPASPYサービス終了で交通系ICカード相互利用サービス非対応となったが、2025年3月29日の全事業者PASPYサービス終了までは、全国10種の交通系ICカード取扱事業者扱いであった[128]。